# Islam Shah Suri

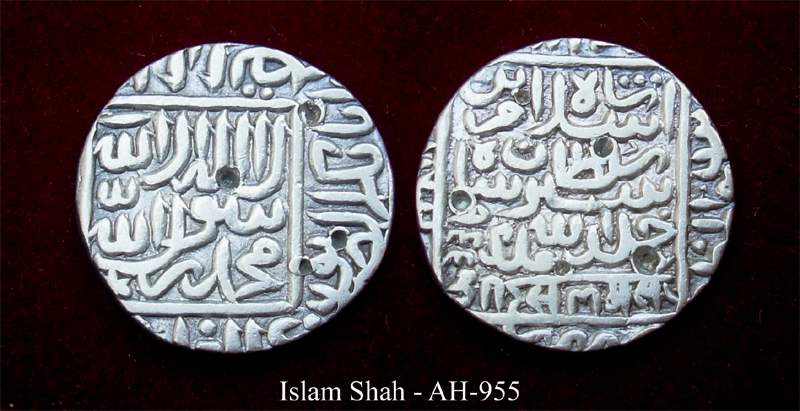
Zilveren roepie van Islam Shah Suri

Islam Shah Suri (overleden 22 november 1554) was de tweede heerser uit de Suridynastie die heerste over het noorden van Voor-Indië. Zijn oorspronkelijke naam was Jalal Khan.
Hij was de tweede zoon van Sher Shah Suri, en diens aangewezen opvolger. Na de dood van zijn vader werd Islam Shah op 26 mei 1545 tot sjah gekroond. Zijn oudere broer Adil Khan kwam echter in opstand. Deze opstand werd neergeslagen maar maakte Islam Shah achterdochtig tegenover de amirs (edelen), waarvan velen zijn broer gesteund hadden. Hij liet zijn tegenstanders op genadeloze wijze vervolgen om verzet uit te bannen.
Islam Shah zette efficiënte administratie en de politiek van centralisatie van zijn vader voort. Hij hoefde nauwelijks oorlog te voeren, hoewel de Mogols onder Humayun een maal de Punjab binnenvielen sloeg hij deze aanval af.
Toen Islam Shah in 1554 stierf werd hij opgevolgd door zijn 12-jarige zoontje Firuz Shah Suri, dat echter uit de weg geruimd werd door zijn zwager Muhammad Adil Shah, die de troon voor zichzelf opeiste.